# 8897 Defelice
8897 Defelice è un asteroide della fascia principale. Scoperto nel 1995, presenta un'orbita caratterizzata da un semiasse maggiore pari a 2,3877953 UA e da un'eccentricità di 0,1428039, inclinata di 5,84136° rispetto all'eclittica.